# Poiana richardsonii
Il linsango africano od oyan (Poiana richardsonii  Thomson, 1842) è un carnivoro della famiglia dei Viverridi diffusa in Africa centrale

## Descrizione

### Dimensioni
Carnivoro di medie dimensioni:
- lunghezza della testa e del corpo tra 288 e 332 mm
- lunghezza della coda tra 300 e 380 mm
- peso fino a 700 g.[3]

### Aspetto
Le parti superiori variano dal grigio-brunastro chiaro al giallo ruggine. Su ogni fianco sono presenti 4-5 file di macchie scure rotonde, che lungo le spalle e la schiena spesso si uniscono fino a formare delle strisce continue. Le parti ventrali sono bianche. Le orecchie sono piccole. La coda è più lunga della testa e del corpo ed ha 12-14 anelli più scuri di ampiezza variabile. Le piante dei piedi hanno una sottile striscia di pelle nuda. Le femmine hanno un paio di mammelle.

## Biologia

### Comportamento
È una specie notturna e arboricola. Costruisce nidi sferici d'erba fresca a circa 2 metri dal suolo nei quali diversi individui si rifugiano per alcuni giorni, per poi spostarsi e costruirne degli altri.

### Alimentazione
Si nutre di semi di cola, parti vegetali, insetti e giovani uccelli.

### Riproduzione
Le femmine danno alla luce 2-3 piccoli due volte l'anno.

## Distribuzione e habitat
Questa specie è diffusa nell'Africa centrale, dal Camerun fino all'Uganda.
Vive nelle foreste di pianura e in quelle montane.

## Tassonomia
Sono state riconosciute 2 sottospecie:
- P.r.richardsonii: Isola di Bioko:
- P.r.ochracea (Thomas & Wroughton, 1907): Camerun, Repubblica Centrafricana meridionali; Rio Muni, Gabon, Congo, Repubblica Democratica del Congo centrale, Uganda e Ruanda occidentali.

## Conservazione
La IUCN Red List, considerato il vasto areale, l'habitat pressoché intatto e la popolazione abbastanza comune, classifica P.richardsonii come specie a rischio minimo (Least Concern).